# Blue Guitars
Blue Guitars was een Nederlandse band uit Deventer, opgericht in 1988 door de broers Dick en Bert Dijkman samen met Erik van Loo. De band was actief tot 1994.

## Biografie
Blue Guitars werd in 1988 opgericht door de gebroeders Dick en Bert Dijkman samen met Erik van Loo, actief in de muziekscene van poppodium Burgerweeshuis in Deventer. Korte tijd traden ze op als trio, tot in 1989 Ben Heersping, die eerder bij de Fun Dogs speelde, als drummer wordt aangetrokken. Met Heersping maakten ze de eerste opnames, met als resultaat de single While The Time Away. Deze op Kelt Records uitgebrachte single werd geproduceerd door Mayo Thompson van de Amerikaanse indierockband Red Krayola die onder meer ook The Chills, The Fall en Primal Scream produceerde. De single bracht de groep onder de aandacht van het grote publiek en de pers en was al snel uitverkocht.
De band tekende bij PIAS Recordings voor hun sublabel Solid, dat in april 1991 het titelloze debuutalbum uitbracht. Het leverde de groep vele optredens langs het clubcircuit en radiosessies op. Het nummer When I'm In Velvet belandde dat jaar op nummer 22 van de VPRO Song van het Jaar-lijst. Blue Guitars speelden onder andere op Noorderslag en het Waterpop-Festival.
1992 stond in het teken van het album Shellfish dat in april van dat jaar verscheen, wederom geproduceerd door Mayo Thompson. De groep toerde door Nederland en België. Ook werd een "2 Meter Sessie" opgenomen waarvan een song op de verzamelserie verscheen. De band speelde die zomer op het Roskilde Festival in Denemarken.
In oktober 1992 verscheen de single What In The World, een cover van David Bowie, opgenomen voor VPRO-radio. De single verscheen met bonustracks uit vele radiosessies, kwam in de hitparade en eindigde hoog in de VPRO’s Song van het Jaar verkiezing. Heersping verliet daarna de band en de andere drie leden gingen op tournee als begeleidingsband van Joe Henry.
De band stond in 1993 weer op Noorderslag. Met nieuwe drummer Marty Frank werd een 2 Meter Sessie uitgezonden op tv en de band speelde op de Uitmarkt in Amsterdam. In oktober 1993 maakte de band met bevriende muzikanten een uitstapje naar country- en westernmuziek. Het album Music From Heaven werd in twee dagen tijd geheel live opgenomen, waarna de uitgebreide groep een serie optredens gaf in Nederland.
In januari 1994 verscheen de vierde plaat Waterwings. De groep maakte een laatste ronde langs het clubcircuit van Nederland en België. In maart speelde Blue Guitars als een van de eerste Nederlandse bands op het SXSW Festival in Austin, Texas.
In september 1994 besloot de band te stoppen en de individuele leden richtten zich op nieuwe muzikale avonturen. Zo gingen Marty Frank en Dick en Bert Dijkman in 1995 verder onder de naam The Laydays. Contrabassist Erik van Loo speelt sinds 2011 in Caramba, de band rond tv-presentator Joris Linssen. 
Op 1 december 2017 verscheen While Away The Time 1990-1994, een verzameling van nummers van Blue Guitars, op gelimiteerd en gekleurd vinyl bij Concerto Records. Op de plaat staan veertien nummers van de vier albums die de band tussen 1990 en 1994 heeft uitgebracht. Ook is er een cd bijgevoegd met dezelfde songs evenals een paar nieuwe nummers in het Nederlands onder de naam "Blauwe Gitaren".

## Leden
Leden van de Blue Guitars:
- Dick Dijkman - zang, gitaar
- Bert Dijkman - gitaar
- Erik van Loo - contrabas
- Ben Heersping (1989-1992) - drums
- Marty Frank (1992-1994) - drums, achtergrondzang

## Discografie

### Albums[6]
- BLUE GUITARS, april 1991
- SHELLFISH, april 1992
- MUSIC FROM HEAVEN, oktober 1993
- WATERWINGS, januari 1994

### Singles
- While The Time Away / Love And Plaster, 7-inch - september 1990
- A Good Year For The Lost / Have Mercy, 7-inch - augustus 1991
- A Fool Is A Star / On The Way Home, 7-inch - maart 1992
- What In The World / + 8 Radiosessions tracks, cd-maxi - september 1992
- Happy Accident / Seven Days/Inside Out, cd-single - januari 1994
- Waterwings / This Winter/Island In The Sky/It Goes Like This/She Ain’t Going Nowhere, cd-single

### Verzamelalbums
- While Away The Time 1990-1994, lp limited blauw vinyl, genummerd + cd, december 2017